# Hertswortel
Hertswortel (Seseli libanotis, synoniem: Libanotis pyrenaica) is een tweejarige of meerjarige plant (tot 8 jaar), die behoort tot de schermbloemenfamilie (Apiaceae). De soort komt van nature voor in Eurazië en Noord-Afrika. In Europa komt hij voor van Zuid-Europa (Iberisch schiereiland, Apennijnen, Balkan), tot Zuidoost-Engeland, het zuiden van Noorwegen en het Oostzeegebied. De soort is inheems in Wallonië. In Nederland is de hertswortel alleen bij Nijmegen (begin 1900) en Grevenbicht (2008) langs de Maas gevonden. Het aantal chromosomen is 2n = 22 of 44.
De plant wordt 30-120 cm hoog en heeft een rijk vertakte, kantige, gegroefde stengel, die onder de bloeiwijzen slechts licht behaard is. De grijsgroene, langwerpige wortelbladen zijn enkel- tot twee- of drievoudig geveerd (meestal tweevoudig) met ovaal-lancetvormige, meer dan 2 mm brede blaadjes, die uitlopen in een punt. Ze zijn veerspletig met brede lancetvormige slippen. De onderste paren blaadjes van de tweede orde kruisen elkaar meestal aan de bladsteel.
Hertswortel bloeit vanaf juli tot in september met witte, soms roze bloemen in samengestelde schermen met 20-40 stralen, die meer of minder viltig behaard zijn met afstaande haartjes. De lijnvormige kelkblaadjes zijn tot 1 mm lang met aan de rand haartjes. De vijf aan de buitenkant behaarde, omgekeerd eivormige kroonblaadjes zijn 1-1,5 mm groot. Het omwindsel en omwindseltje bestaan uit vele schutbladen, die niet met elkaar vergroeid zijn. De teruggeslagen stijlen zijn veel langer dan het nectarkussentje (stylopodium) aan de voet van de stijlen.
De eivormige vrucht is een 2,5-4 mm lange, tweedelige, stomp geribde splitvrucht en is dicht begroeid met korte haren. In elke groeve zit één oliestriem.

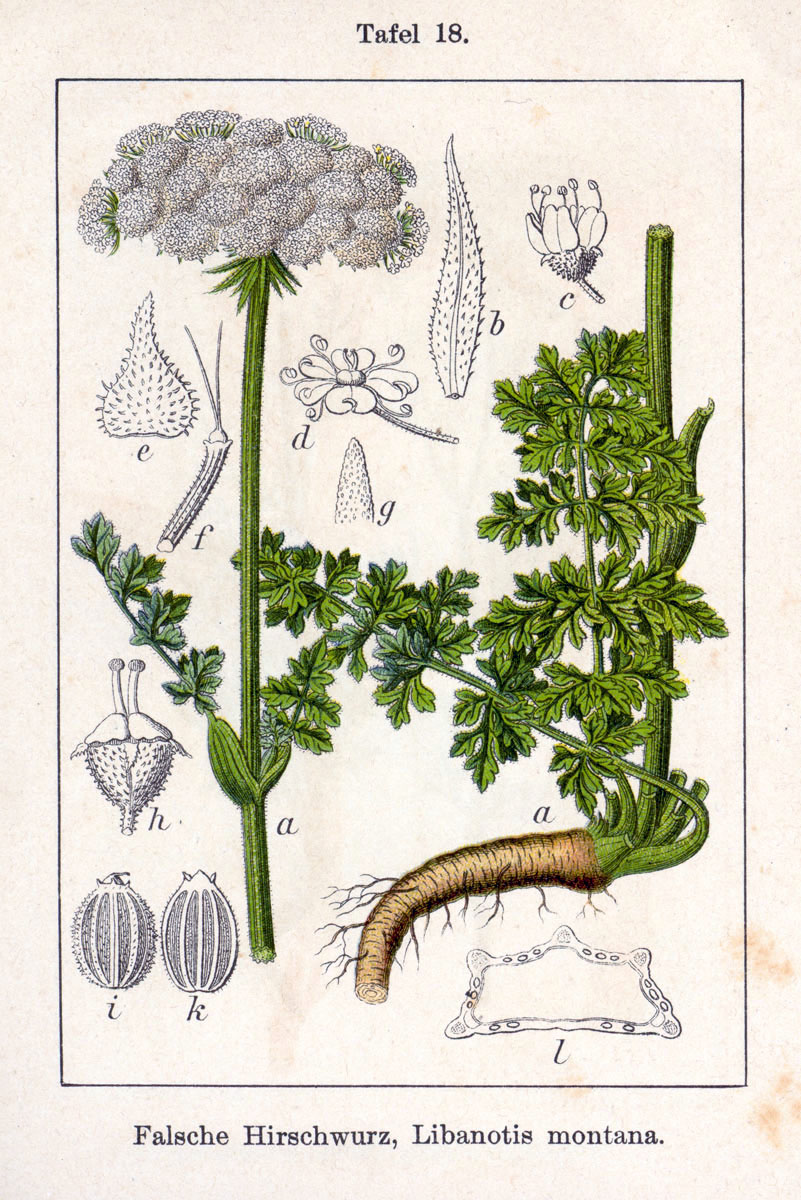
Illustratie van Jacob Sturm
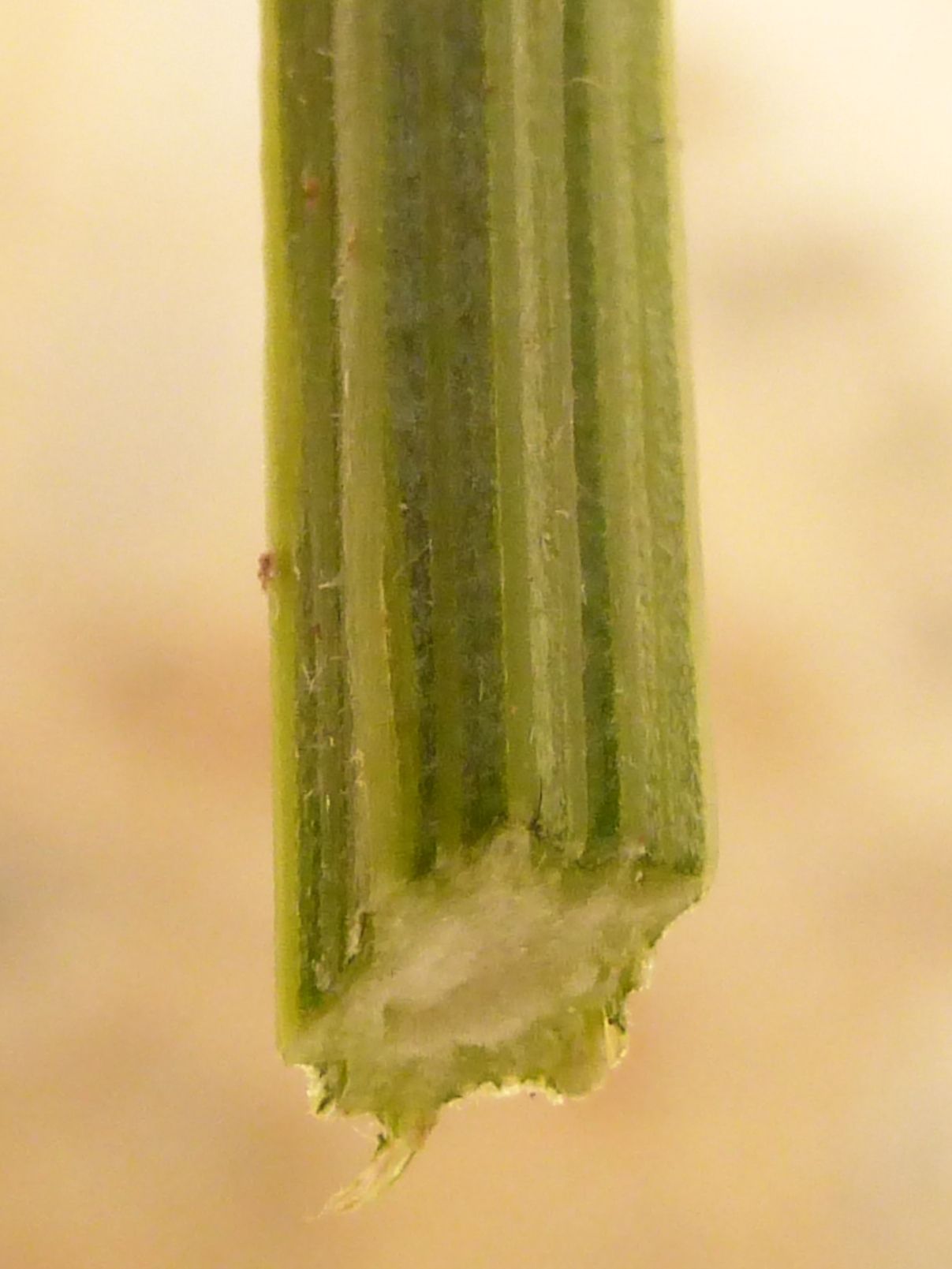
Stengel
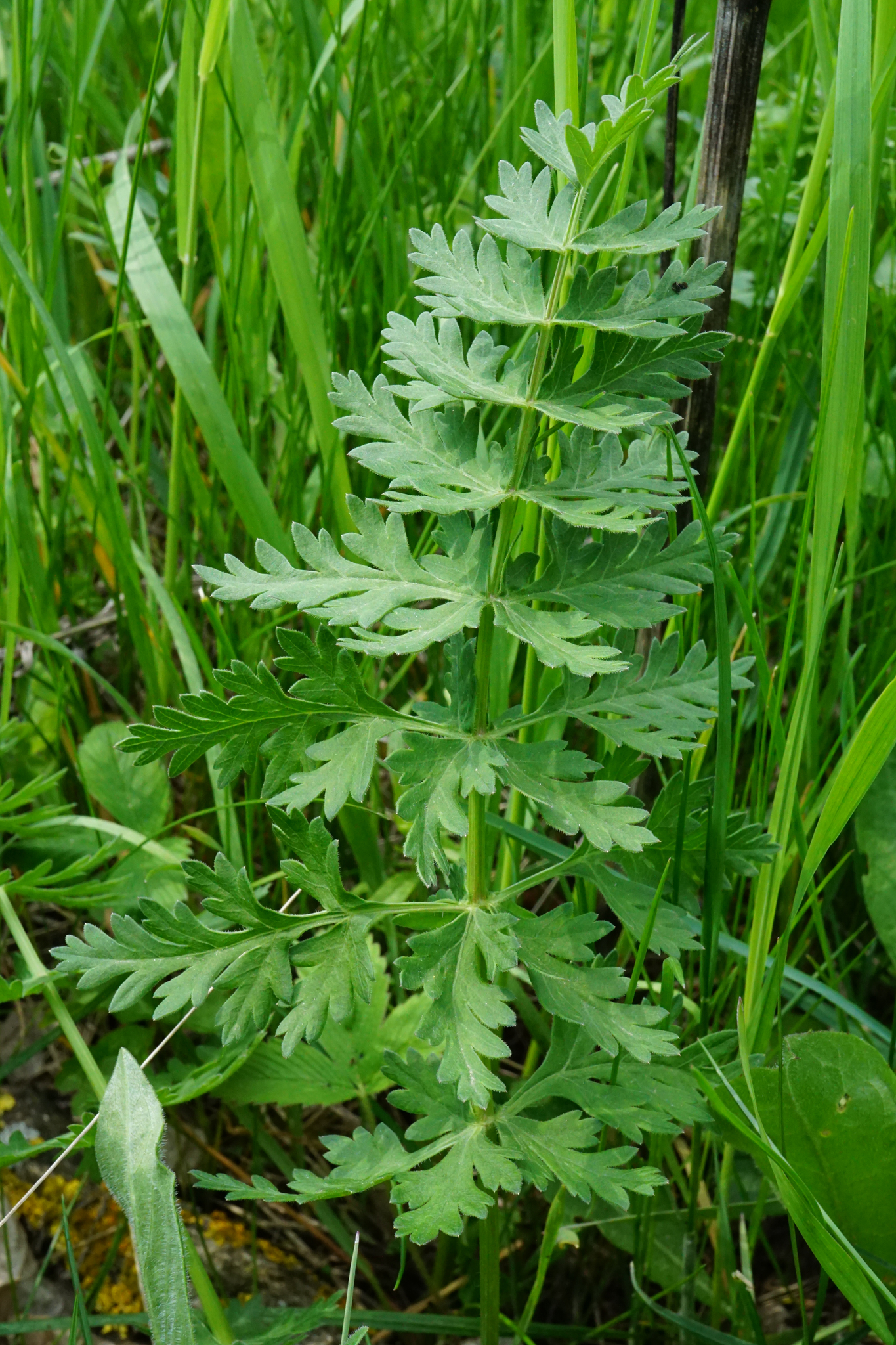
Blad
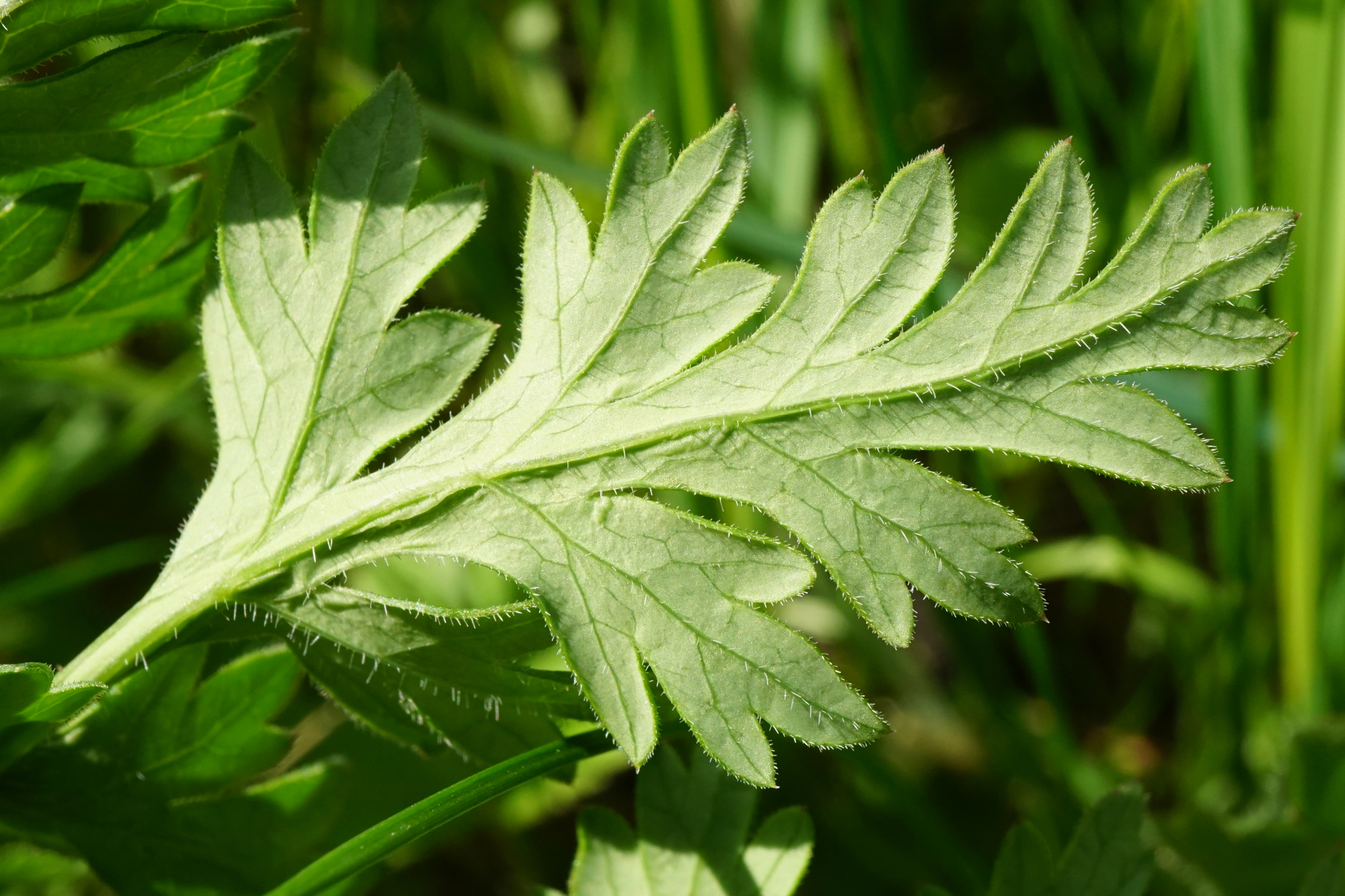
Blaadje
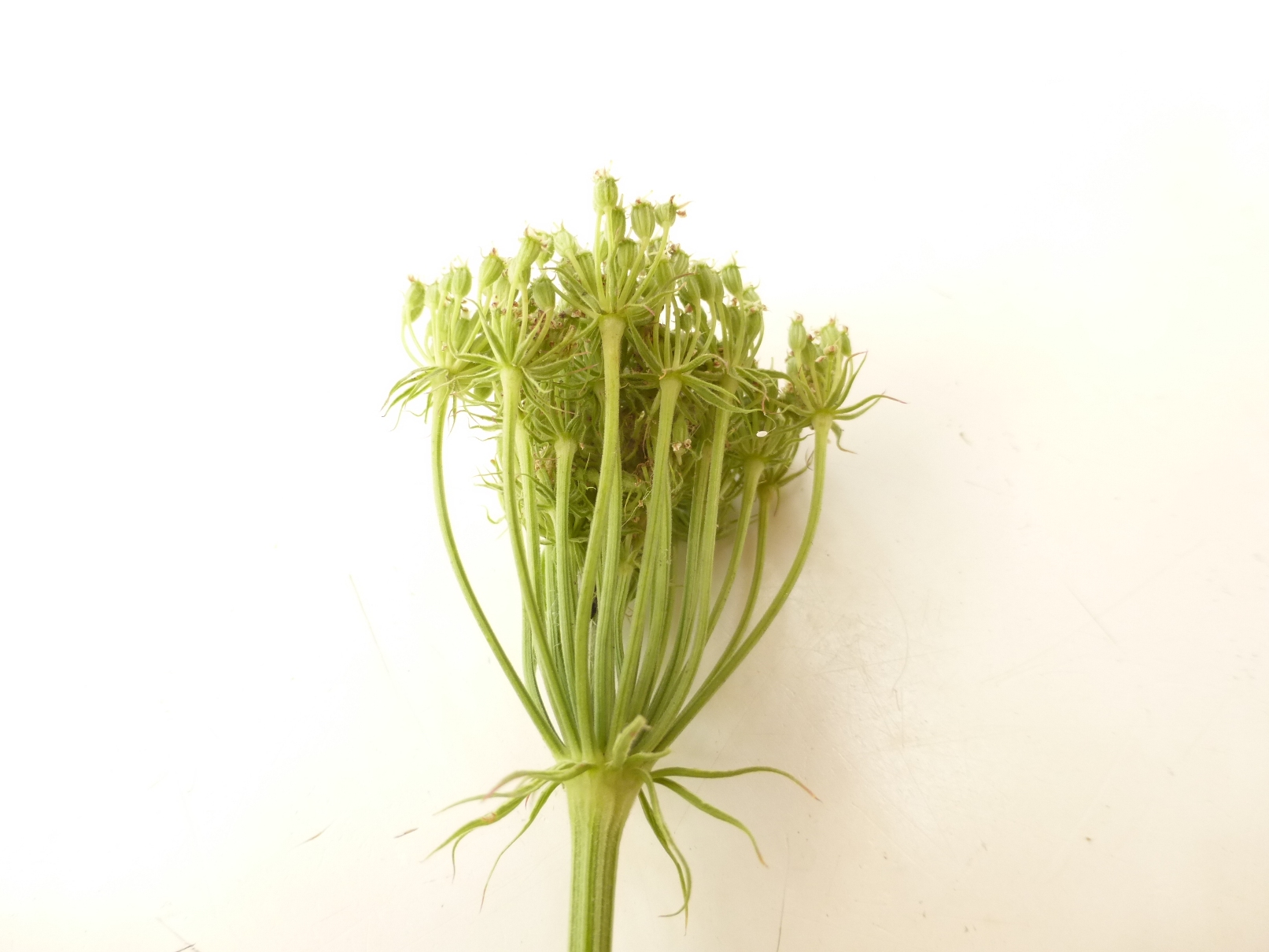
Omwindsel en omwindseltjes
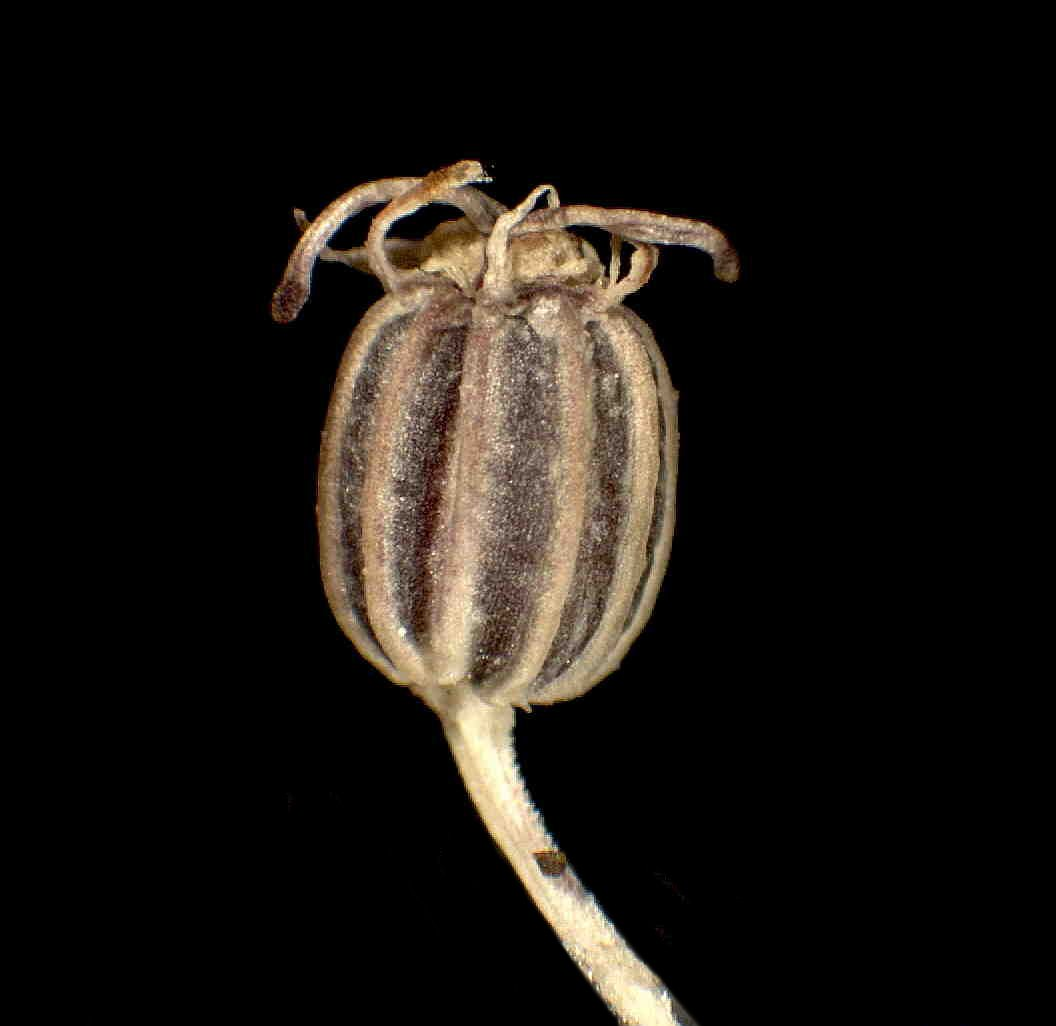
Vrucht

Hertswortel komt voor op droge, kalkhoudende grond in grasland en open struwelen.